# NGC 7006
NGC 7006 es un cúmulo globular en la constelación de Delphinus situado 15 minutos de arco al este de Gamma Delphini. Es un cúmulo denso y uno de los más alejados, entre 135.000 y 185.000 años luz, ocho veces más lejos que el famoso cúmulo globular omega Centauri.
Fue descubierto por William Herschel en 1784.